# Senderos de traición
Senderos de traición è il secondo album studio degli Héroes del Silencio, gruppo rock spagnolo.

## Tracce
1. Entre Dos Tierras
2. Maldito Duende
3. La Carta
4. Malas Intenciones
5. Sal
6. Senda
7. Hechizo
8. Oración
9. Despertar
10. Decadencia
11. Con Nombre De Guerra
12. El Cuadro II